# Tipula cinereifrons
Tipula cinereifrons är en tvåvingeart som beskrevs av de Meijere 1911. Tipula cinereifrons ingår i släktet Tipula och familjen storharkrankar. Inga underarter finns listade i Catalogue of Life.